# Morti nel 1594
| Questa pagina contiene informazioni ricavate automaticamente dalle voci biografiche con l'ausilio del template Bio e di un bot. L'aggiornamento è periodico e automatico e ricostruisce completamente la pagina. Se manca una persona in questa lista, sei pregato di non aggiungerla, ma accertati piuttosto che la sua voce biografica contenga il template Bio e che i dati anagrafici siano correttamente compilati. Se il template Bio manca, inseriscilo tu stesso o, in alternativa, metti l'avviso {{tmp\|Bio}} che ne segnala la mancanza. Se i dati riportati sono sbagliati, correggi direttamente la voce biografica; le modifiche saranno visibili in questa lista entro pochi giorni. Per chiarimenti vedi il progetto biografie. La lista contiene solo le 65 persone che sono citate nell'enciclopedia e per le quali è stato implementato correttamente il template Bio. Pagina aggiornata al 10 ago 2025. |

## Gennaio(1)
- 8 gennaio - Battista Lorenzi, scultore italiano

## Febbraio(6)
- 2 febbraio - Giovanni Pierluigi da Palestrina, compositore e organista italiano (n. 1525)
- 5 febbraio - Enrico-Francesco di Foix-Grailly-Candale, vescovo cattolico francese (n. 1512)
- 7 febbraio - Barnabe Googe, poeta inglese (n. 1540)
- 8 febbraio - Elisabetta di Wittelsbach-Simmern, tedesca (n. 1540)
- 15 febbraio - Francesco Capriani, architetto italiano (n. 1535)
- 22 febbraio - Eleonora Cybo, scrittrice italiana (n. 1523)

## Marzo(6)
- 4 marzo - Achille Ginnasi, presbitero italiano (n. 1553)
- 11 marzo - Jacob Kurz von Senftenau, diplomatico e giurista austriaco (n. 1554)
- 15 marzo - Casiodoro de Reina, teologo spagnolo
- 17 marzo - Ludwig Pfyffer, condottiero e politico svizzero (n. 1524)
- 28 marzo - Girolamo Bardi, religioso, letterato e storico italiano (n. 1544)
- 28 marzo - Nicolas de Pellevé, cardinale francese (n. 1515)

## Aprile(2)
- 16 aprile - Ferdinando Stanley, V conte di Derby, nobile britannico
- 29 aprile - Settimio Borsari, vescovo cattolico italiano

## Maggio(7)
- 6 maggio - Francesco Benci, gesuita, umanista e scrittore italiano (n. 1542)
- 12 maggio - Remi Drieux, vescovo cattolico fiammingo (n. 1519)
- 19 maggio - Nicolò di Gesù Maria Doria, banchiere e religioso italiano (n. 1539)
- 20 maggio - Marco Marini, ebraista italiano (n. 1542)
- 30 maggio - Bálint Balassi, poeta ungherese (n. 1554)
- 31 maggio - Francesco Panigarola, vescovo cattolico e predicatore italiano (n. 1548)
- 31 maggio - Tintoretto, pittore italiano (n. 1518)

## Giugno(1)
- 14 giugno - Orlando di Lasso, compositore fiammingo (n. 1532)

## Luglio(3)
- 4 luglio - Giovanni Agostino Campanile, vescovo cattolico italiano
- 24 luglio - John Boste, presbitero inglese (n. 1544)
- 30 luglio - Carlo II di Borbone-Vendôme, cardinale e arcivescovo cattolico francese (n. 1562)

## Agosto(2)
- 5 agosto - Eleonora d'Austria, duchessa (n. 1534)
- 28 agosto - Johann Caspar Neubeck, vescovo cattolico austriaco (n. 1545)

## Settembre(2)
- 11 settembre - Baldassarre Báthory, nobile rumeno (n. 1555)
- 24 settembre - Louis de Revol, politico francese (n. 1531)

## Ottobre(4)
- 9 ottobre - Ishikawa Goemon, militare giapponese (n. 1558)
- 16 ottobre - William Allen, cardinale inglese (n. 1532)
- 20 ottobre - Alvise Corner, vescovo cattolico italiano (n. 1558)
- 28 ottobre - Ōkubo Tadayo, militare giapponese (n. 1532)

## Novembre(4)
- 12 novembre - Gaspar de Quiroga y Vela, cardinale e arcivescovo cattolico spagnolo (n. 1512)
- 12 novembre - Francisco de Moncada y Cardona, nobile, politico e militare spagnolo (n. 1532)
- 22 novembre - Martin Frobisher, corsaro inglese (n. 1535)
- 29 novembre - Alonso de Ercilla, poeta, scrittore e esploratore spagnolo (n. 1533)

## Dicembre(5)
- 2 dicembre - Gerardo Mercatore, matematico, astronomo e cartografo fiammingo (n. 1512)
- 4 dicembre - Domingo de Salazar, vescovo cattolico spagnolo (n. 1512)
- 10 dicembre - Jaime Jimeno de Lobera, vescovo cattolico spagnolo
- 12 dicembre - Jakob II Putrich, presbitero austriaco (n. 1523)
- 29 dicembre - Jean Châtel, francese (n. 1575)

## Senza giorno specificato(22)
- Petrus van der Aa, giurista belga (n. 1530)
- Bartolomeo Bozza, pittore italiano
- Bartolomeo Cappello, politico italiano (n. 1519)
- Philippe de Carteret I, nobile britannico (n. 1552)
- Cristóbal Acosta, medico e naturalista portoghese (n. 1515)
- Giacomo Medici, scultore italiano
- Hatakeyama Yoshitsuna, militare giapponese (n. 1536)
- John Johnson, compositore inglese
- Thomas Kyd, drammaturgo britannico (n. 1558)
- Leunclavius, storico, orientalista e umanista tedesco (n. 1541)
- Pedro Mariño de Lobera, storico e esploratore spagnolo (n. 1528)
- Girolamo Mei, storico e letterato italiano (n. 1519)
- Teodoro Nestorović, vescovo ortodosso serbo
- William Painter, scrittore britannico
- David de Pomis, linguista, medico e filosofo italiano (n. 1524)
- Matteo Prunes, cartografo spagnolo (n. 1532)
- Lucrezia Quistelli, pittrice italiana (n. 1541)
- Agostino Rubini, scultore italiano (n. 1558)
- Petru Șchiopul, principe (n. 1537)
- Andrea Semino, pittore italiano
- Vincenzo Seregni, architetto e ingegnere italiano
- Leonardo de Zocchis (n. 1517)